# Ángel Ballarín Cornel
Ángel Ballarín Cornel (Benasque, Ribagorza, 12 de octubre de 1889 - Burdeos, Francia, 3 de agosto de 1981) fue un maestro y escritor, uno de los primeros estudiosos del benasqués y autor del primero Diccionario del Benasqués y la primera gramática de esta variedad. 

## Biografía
Nació en Benasque el día del Pilar de 1889, en casa Güerri. Estudió en la Escuela Normal de Huesca obteniendo buenas calificaciones que le proporcionaron la plaza de maestro directamente en Calatayud donde no estuvo mucho tiempo porque quiso presentarse a las oposiciones para la Administración Local. Ganó la plaza de Secretario de Ayuntamiento en Benasque donde también ejerció de maestro.
Se casó con Felisa Ferraz, hija del catedrático Vicente Ferraz y Turmo, de casa Faure. Fue cuñado de Vicente Ferraz y Castán.
El año 1938 se exilió a Francia donde obtuvo el estatuto de refugiado político. Se asentó en Burdeos y allí desempeño diferentes trabajos: de descargador de muelles donde va a tener un grave percance que lo tendrá un año entero postrado en la cama; en un instituto donde entró gracias al apoyo de sus profesores de la Escuela Normal y del profesor Georges Beros. De allí lo despidieron por "rojo y porque no era un buen modelo para el alumnado". Lo apoyaron con determinación el director Monsieur Courtiade y el rectorado de la Academia de Burdeos a pesar de la presión ejercida por el Consulado de España y el Solar español, dirigido por el jesuita P. Garamendi.
Allí en Burdeos enseñó, sin cobrar nada, a leer a la infancia y a los mayores de una asociación de refugiados españoles. Con la ocupación alemana trabajó en la Base Submarina pero fue un trabajo forzado porque los alemanes consideraban a los refugiados como si fueran rehenes. También trabajó de encargado en la Cámara de Comercio de Burdeos y ocupará un trabajo de responsabilidad en un laboratorio farmacéutico hasta que se jubiló a los 70 años.
Estaba jubilado cuando pudo dedicarse plenamente a los temas de la lengua sin ser lingüista, aunque tenía una gran amistad con Manuel Alvar. Entre él, su hijo y los hermanos lo animaron para escribir el diccionario, la gramática y los otros libros de antropología: El Valle de Benasque y Civilización Pirenáica. 
Murió en Burdeos en 1981.

## Obras
- El Valle de Benasque. Zaragoza, 1968.
- Diccionario del Benasqués. Institución Fernando lo Católico, Zaragoza, 1971, con una segunda edición ensanchada de 1978.
- El habla de Benasque. Revista de Dialectología y Tradiciones Populares, XXX, pp. 99-216, Madrid, 1974.
- Elementos de gramática benasquesa. Zaragoza, 1976.